# Liriomyza microglossae
Liriomyza microglossae är en tvåvingeart som beskrevs av Spencer 1963. Liriomyza microglossae ingår i släktet Liriomyza och familjen minerarflugor. Inga underarter finns listade i Catalogue of Life.